# Aukcja o dolara

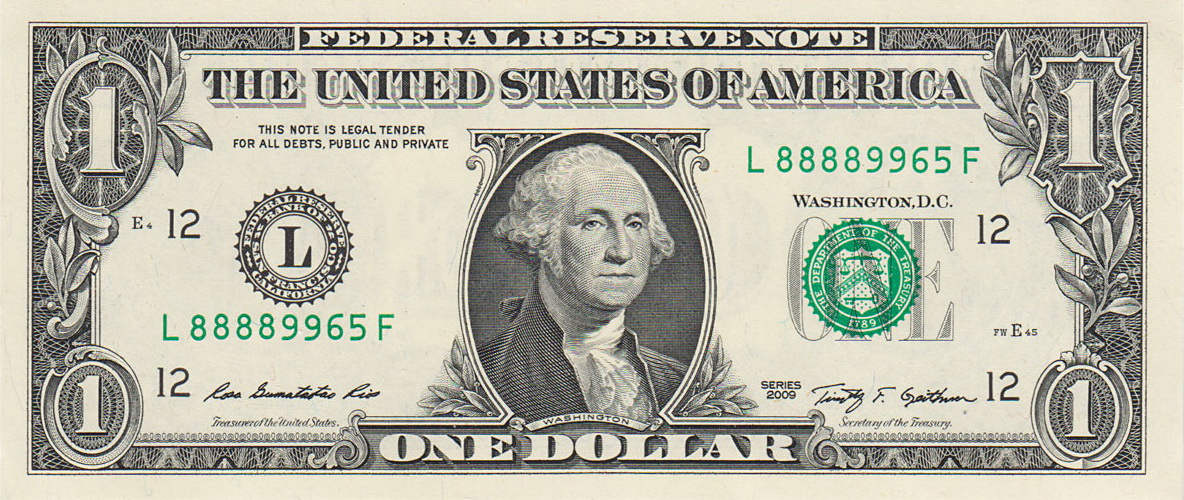
Awers 1 dolara amerykańskiego

Aukcja o dolara – gra sekwencyjna o niezerowej sumie opracowana przez ekonomistę Martina Shubika w celu pokazania paradoksu występującego w tradycyjnej teorii racjonalnego wyboru. W tej grze gracze z pełną informacją i wykonujący wyłącznie racjonalne posunięcia podbijają stawkę do absurdalnie wysokich wartości, w efekcie tracąc wszystkie swoje pieniądze.

## Gra
Gra jest zdefiniowana następująco:
Sprzedawca otwiera aukcję, której przedmiotem jest banknot jednodolarowy. Zasada aukcji jest następująca: dolar zostanie sprzedany temu, kto zaoferuje najwięcej, ale ten, kto będzie drugi (i dalszy) w kolejności, też musi zapłacić swoją stawkę i nie dostanie nic w zamian. W aukcji może wziąć udział dowolnie wielu graczy.
Załóżmy teraz, że gra rozpoczyna się od stawki 1 centa. Dowolny gracz może przebić tę ofertę, oferując 2 centy i licząc na zysk 98 centów. Kolejny gracz może zaoferować 3 centy itd.
Problem zaczyna się pojawiać, gdy stawka osiąga 99 centów. Załóżmy, że któryś z graczy postawił wcześniej 98 centów. Ma teraz wybór stracić 98 centów lub podbić stawkę do dolara i stracić 0. Jeśli podbije, gracz, który obstawiał 99 centów, ma wybór: stracić te 99 centów bądź podbić stawkę do 101 centów i stracić 1 cent. Okazuje się, że ten schemat działa dalej, dla dowolnie wysokich stawek. W każdym momencie drugiemu graczowi bardziej opłaca się podbić stawkę, niż się wycofać.
Jeśli gra rozpoczyna się od 1 centa, to nie może osiągnąć żadnej równowagi Nasha. Dwaj gracze pozornie racjonalni będą podbijać swoje stawki, aż do momentu, gdy skończą im się pieniądze. Obaj stracą, zwycięzca jedynie straci o 99 centów mniej.

## Analiza
Aukcja o dolara jest często używana jako prosty przykład gry zobowiązującej, w której występuje irracjonalna eskalacja kosztów, wynikająca z faktu obliczania wartości oczekiwanej gry, bez brania pod uwagę, że drugi gracz będzie ją obliczał w ten sam sposób co pierwszy.
W momencie, gdy stawki graczy wynoszą 98 i 99 centów, gracz z niższą stawką oblicza swoją wartość oczekiwaną następująco:
wycofanie się powoduje stratę 98 centów,
podbicie stawki do 1 dolara skutkuje zmniejszeniem straty do 0
i podejmuje pozornie racjonalną decyzję o podbiciu. Tworzy to dla drugiego gracza następującą sytuację:
wycofanie się powoduje stratę 99 centów,
podbicie stawki do 1,01 dolara powoduje stratę 1 centa,
podejmuje więc decyzję o podbiciu, co z kolei tworzy sytuację, w której pierwszy gracz ma do stracenia albo 1 dolara, albo 2 centy, i gra będzie trwała aż do momentu, gdy któremuś z graczy skończą się pieniądze. Zakładając, że obaj mają 1000 dolarów, podbijać można o co najmniej centa i obaj będą grali do końca, ostateczna strata będzie wynosiła dla pozornego zwycięzcy 999 dolarów, a dla przegranego 999,99 dolarów. Zwycięzca dostanie bowiem dolara wykładając na to 1000 dolarów, a przegrany skończy licytację na wysokości 999,99 dolara i nie dostanie nic. Faktycznym zwycięzcą stanie się organizator gry, który zyska łącznie 1998,99 dolarów.
Prawidłowe obliczenie wartości oczekiwanej powinno uwzględniać dotychczasową własną stratę pomnożoną przez prawdopodobieństwo, że drugi gracz będzie dalej licytował. Przy założeniu, że obaj gracze są równie zdeterminowani i dysponują obaj kwotą większą niż wartość licytowanego banknotu, żadnemu z nich nie opłaca się w ogóle przystępować do gry.